# Nati il 9 gennaio

## XIII secolo(1)
- 1252 - Beatrice d'Angiò, nobile e sovrana francese († 1275)

## XV secolo(5)
- 1418 - Giovanni Raimondo Folch III de Cardona, generale spagnolo († 1486)
- 1455 - Guglielmo di Jülich-Berg, nobile tedesco († 1511)
- 1475 - Pietro Baldi del Riccio, poeta e umanista italiano († 1507)
- 1493 - Giovanni di Brandeburgo-Ansbach, nobile tedesco († 1525)
- 1500 - Diana di Poitiers, nobildonna francese († 1566)

## XVI secolo(4)
- 1554 - Papa Gregorio XV, papa, arcivescovo cattolico e cardinale italiano († 1623)
- 1571 - Karel Bonaventura Buquoy, generale tedesco († 1621)
- 1585 - Fortunat Sprecher von Bernegg, giurista, storico e politico svizzero († 1647)
- 1590 - Simon Vouet, pittore e disegnatore francese († 1649)

## XVII secolo(16)
- 1620 - Antonio Günther I di Schwarzburg-Sondershausen, nobile († 1666)
- 1624 - Meishō, imperatore giapponese († 1696)
- 1626 - Armand Jean Le Bouthillier de Rancé, abate francese († 1700)
- 1651 - Petronio Franceschini, compositore e violoncellista italiano († 1680)
- 1657 - Johann Friedrich II von Alvensleben, politico e diplomatico tedesco († 1728)
- 1658 - Nicolas Coustou, scultore francese († 1733)
- 1659 - Jacopo Pilarino, medico e diplomatico greco († 1718)
- 1661 - Sigismondo Carlo Castelbarco, vescovo cattolico italiano († 1708)
- 1662 - John Holles, I duca di Newcastle-upon-Tyne, nobile e politico inglese († 1711)
- 1664 - Joseph Greissing, architetto tedesco († 1721)
- 1665 - George-Prosper de Verboom, ingegnere militare belga († 1744)
- 1671 - Jean-Baptiste van Mour, pittore fiammingo († 1737)
- 1674 - Reinhard Keiser, musicista e compositore tedesco († 1739)
- 1685 - Tiberius Hemsterhuis, filologo e critico letterario olandese († 1766)
- 1697 - Francesco Ferrante Gonzaga, nobile italiano († 1749)
- 1699 - Robert Joseph Pothier, giurista francese († 1772)

## XVIII secolo(34)
- 1708 - Johann Friedrich Grael, architetto tedesco († 1740)
- 1709 - François de Fitz-James, vescovo cattolico e teologo francese († 1764)
- 1711 - Giambattista Suardi, matematico italiano († 1767)
- 1714 - Elisabeth Stierncrona, contessa e scrittrice svedese († 1769)
- 1715 - Robert François Damiens, criminale francese († 1757)
- 1724 - Guglielmo di Schaumburg-Lippe, conte († 1777)
- 1724 - Carlo Federico di Hohenzollern-Sigmaringen, principe († 1785)
- 1728 - Thomas Warton, scrittore, poeta e storico inglese († 1790)
- 1729 - Jean Jacques Le Veau, disegnatore e incisore francese († 1786)
- 1729 - Abraham-Louis Perrelet, orologiaio svizzero († 1826)
- 1735 - John Jervis, I conte di St Vincent, ammiraglio britannico († 1823)
- 1745 - Francesco Saverio De Rogati, giurista, librettista e traduttore italiano († 1827)
- 1745 - Caleb Strong, politico statunitense († 1819)
- 1750 - Francesco Zacchiroli, poeta e saggista italiano († 1826)
- 1753 - Luísa Todi, mezzosoprano portoghese († 1833)
- 1754 - Marie Thérèse Sophie Richard de Ruffey, nobile francese († 1789)
- 1757 - John Adair, politico e militare statunitense († 1840)
- 1758 - George Leveson-Gower, I duca di Sutherland, politico e diplomatico inglese († 1833)
- 1758 - Giuseppe Maria di Fürstenberg, principe († 1796)
- 1759 - Guglielmo di Solms-Braunfels, nobile († 1837)
- 1769 - William Robert Spencer, nobile e poeta inglese († 1834)
- 1773 - Cassandra Austen, pittrice inglese († 1845)
- 1777 - William Richard Hamilton, antiquario, esploratore e diplomatico britannico († 1859)
- 1777 - Giacomo Mellerio, politico e filantropo italiano († 1847)
- 1778 - Paolo Agelli, pittore italiano († 1841)
- 1778 - Thomas Brown, filosofo e medico scozzese († 1820)
- 1778 - Hammamizade İsmail Dede Efendi, compositore ottomano († 1846)
- 1778 - Giovanni Piccono della Valle, politico italiano († 1850)
- 1779 - Maria Amalia di Borbone-Spagna, principessa spagnola († 1798)
- 1789 - Louis Dupré, pittore francese († 1837)
- 1790 - Martin-Pierre Gauthier, architetto francese († 1855)
- 1794 - Jacques-François Ancelot, drammaturgo e scrittore francese († 1854)
- 1798 - Henri Lemaire, scultore e politico francese († 1880)
- 1798 - Ivan Dmitrievič Čertkov, ufficiale russo († 1865)

## XIX secolo(168)
- 1804 - Louis d'Aurelle de Paladines, generale francese († 1877)
- 1804 - Primo Uccellini, storico e politico italiano († 1882)
- 1805 - Daniel Fawcett Tiemann, politico statunitense († 1899)
- 1806 - William Chapman Hewitson, naturalista britannico († 1878)
- 1807 - Carlotta di Württemberg, duchessa († 1873)
- 1807 - Carlo Torrigiani, politico italiano († 1865)
- 1808 - Giovanni Maurizio De Andreis, politico italiano († 1877)
- 1811 - Gilbert Abbott à Beckett, scrittore e drammaturgo britannico († 1856)
- 1811 - Dominique Peyramale, presbitero francese († 1877)
- 1812 - Eduard van der Nüll, architetto austriaco († 1868)
- 1813 - Henri de Cathelineau, generale francese († 1891)
- 1814 - Émile Perrin, direttore teatrale e pittore francese († 1885)
- 1816 - Jean-François Landriot, teologo, critico letterario e arcivescovo cattolico francese († 1874)
- 1816 - Filippo Linati, politico, scrittore e poeta italiano († 1895)
- 1818 - Giacomo Longo, militare e politico italiano († 1906)
- 1818 - Tommaso Reggio, arcivescovo cattolico italiano († 1901)
- 1822 - Giuseppe Gadda, politico, prefetto e avvocato italiano († 1901)
- 1824 - Francesco Malipiero, compositore italiano († 1887)
- 1828 - Gerardo De Felice, brigante italiano († 1866)
- 1829 - Franz Friedrich Fronius, botanico rumeno († 1886)
- 1829 - Thomas William Robertson, drammaturgo, regista teatrale e scrittore irlandese († 1871)
- 1830 - Otto Spiegelberg, ginecologo tedesco († 1881)
- 1831 - Giovanni Battista Monteverde, patriota e marinaio italiano († 1897)
- 1833 - Lajos Abonyi, scrittore ungherese († 1898)
- 1833 - William James Herschel, magistrato britannico († 1917)
- 1833 - Angiolo Nardi Dei, matematico e politico italiano († 1913)
- 1834 - Roger William Bede Vaughan, arcivescovo cattolico britannico († 1883)
- 1834 - Jan Verhas, pittore belga († 1896)
- 1835 - Iwasaki Yatarō, imprenditore giapponese († 1885)
- 1837 - Robert Chesebrough, chimico e inventore statunitense († 1933)
- 1838 - Mario Martelli, avvocato e politico italiano († 1915)
- 1839 - John Knowles Paine, compositore, organista e docente statunitense († 1906)
- 1839 - Luigi Liguori, politico e medico italiano († 1902)
- 1841 - Julio Herrera y Obes, politico uruguaiano († 1912)
- 1842 - Melchiorre Voli, politico italiano († 1894)
- 1843 - Teresa Jornet e Ibars, religiosa spagnola († 1897)
- 1844 - Julian Gayarre, tenore spagnolo († 1890)
- 1846 - Arthur Batut, fotografo francese († 1918)
- 1846 - Luigi de Campi, archeologo, storico e politico italiano († 1917)
- 1847 - Robert Garbe, ingegnere meccanico tedesco († 1932)
- 1847 - Antonio Vico, cardinale e arcivescovo cattolico italiano († 1929)
- 1848 - Federica di Hannover, nobildonna († 1926)
- 1849 - John Hartley, tennista britannico († 1935)
- 1849 - Laura Kieler, scrittrice norvegese († 1932)
- 1849 - Gaetano Koch, architetto italiano († 1910)
- 1850 - Gaetano Müller, vescovo cattolico italiano († 1935)
- 1851 - Giuseppe Gallignani, compositore, organista e direttore d'orchestra italiano († 1923)
- 1851 - Rudolf von Brudermann, generale austro-ungarico († 1941)
- 1852 - Francesco Aguglia, avvocato, magistrato e politico italiano († 1921)
- 1852 - Ludolf Udo von Alvensleben, politico tedesco († 1923)
- 1852 - Eduard Toda i Güell, diplomatico, bibliografo e egittologo spagnolo († 1941)
- 1852 - Siro Zuliani, italiano († 1884)
- 1853 - Henning von Holtzendorff, ammiraglio tedesco († 1919)
- 1854 - Riccardo De Paolis, matematico italiano († 1892)
- 1854 - Jennie Jerome, socialite statunitense († 1921)
- 1855 - Karl Edvard Diriks, pittore norvegese († 1930)
- 1855 - Anna Kuliscioff, rivoluzionaria, medica e giornalista russa († 1925)
- 1856 - Anton Aškerc, poeta e presbitero sloveno († 1912)
- 1856 - Pietro Gazzola, presbitero italiano († 1915)
- 1856 - Stevan Stojanović Mokranjac, compositore serbo († 1914)
- 1857 - Edmund Oskar von Lippmann, chimico e storico della scienza tedesco († 1940)
- 1858 - Maurice Couette, fisico francese († 1943)
- 1859 - Carrie Chapman Catt, attivista statunitense († 1947)
- 1860 - Vittorio Gottardi, scrittore e politico italiano († 1939)
- 1861 - Elizabeth Gertrude Knight, botanica statunitense († 1934)
- 1861 - Stanley Buckmaster, I visconte Buckmaster, avvocato e politico inglese († 1934)
- 1861 - Jean Claude Nicolas Forestier, architetto francese († 1930)
- 1861 - Umberto Serristori, diplomatico e politico italiano († 1941)
- 1861 - Howard Vaughton, calciatore inglese († 1937)
- 1862 - Guglielmo Andreoli, pianista, violinista e compositore italiano († 1932)
- 1862 - Ernesto Bozzano, parapsicologo italiano († 1943)
- 1862 - Arturo Reggio, scacchista e compositore di scacchi italiano († 1917)
- 1863 - David Danskin, calciatore scozzese († 1948)
- 1864 - Vladimir Andreevič Steklov, matematico russo († 1926)
- 1865 - Riccardo Versari, medico e politico italiano († 1945)
- 1868 - Andrea Da Mosto, archivista italiano († 1960)
- 1868 - Irene Parlby, attivista e politica canadese († 1965)
- 1868 - Søren Sørensen, chimico danese († 1939)
- 1868 - Margaret Matilda White, infermiera e fotografa neozelandese († 1910)
- 1869 - Richard Abegg, chimico tedesco († 1910)
- 1869 - Alfredo Di Frassineto, imprenditore e politico italiano († 1956)
- 1870 - Augusto Mussini, pittore italiano († 1918)
- 1870 - Joseph Baermann Strauss, ingegnere statunitense († 1938)
- 1870 - Romualdo Trigona di Sant'Elia, nobile e politico italiano († 1929)
- 1870 - Robert Zahn, archeologo tedesco († 1945)
- 1870 - Francesco di Teck, nobile e militare britannico († 1910)
- 1871 - Marija Vasil'evna Žilova, astronoma russa († 1934)
- 1872 - Ivar Lykke, politico norvegese († 1949)
- 1873 - Haim Nachman Bialik, poeta ucraino († 1934)
- 1873 - Thomas Curtis, ostacolista e velocista statunitense († 1944)
- 1873 - David Gould, allenatore di calcio e calciatore scozzese († 1939)
- 1873 - Harry Spanjer, pugile statunitense († 1958)
- 1874 - José de Amézola, giocatore di palla basca spagnolo († 1922)
- 1874 - François-Louis Auvity, vescovo cattolico francese († 1964)
- 1874 - Steve Bloomer, allenatore di calcio, giocatore di baseball e calciatore inglese († 1938)
- 1875 - Carlo Angela, medico, politico e antifascista italiano († 1949)
- 1875 - Arturo Baranzini, imprenditore, politico e antifascista italiano († 1937)
- 1875 - Angelo Gatti, generale, saggista e romanziere italiano († 1948)
- 1875 - Julio Herrera y Reissig, poeta, drammaturgo e saggista uruguaiano († 1910)
- 1875 - Gertrude Vanderbilt Whitney, scultrice statunitense († 1942)
- 1876 - Drago Karel Godina, politico sloveno († 1965)
- 1876 - Robert Michels, sociologo e politologo tedesco († 1936)
- 1877 - Nina Simonovič-Efimova, pittrice e burattinaia sovietica († 1948)
- 1878 - Gino Luzzatto, storico e medievista italiano († 1964)
- 1878 - Angelo Olivieri, marinaio italiano († 1918)
- 1878 - John Watson, psicologo statunitense († 1958)
- 1879 - Beatrice di Borbone-Parma, principessa († 1946)
- 1880 - George Dietz, canottiere statunitense († 1965)
- 1880 - Felice Giordano, pittore italiano († 1964)
- 1880 - Augustin Renaudet, storico francese († 1958)
- 1881 - Lascelles Abercrombie, poeta, scrittore e critico letterario inglese († 1938)
- 1881 - Edouard Beaupré, canadese († 1904)
- 1881 - Otto Hunte, scenografo e costumista tedesco († 1960)
- 1881 - Giovanni Papini, scrittore, poeta e saggista italiano († 1956)
- 1882 - Pavel Aleksandrovič Florenskij, filosofo, matematico e presbitero russo († 1937)
- 1882 - Otto Ruge, generale norvegese († 1961)
- 1883 - William Garbutt, calciatore e allenatore di calcio inglese († 1964)
- 1883 - Vladimir Aleksandrovič Kislicyn, militare russo († 1944)
- 1883 - Kalle Mikkolainen, ginnasta finlandese († 1928)
- 1884 - Giuseppe Cortese, politico italiano († 1960)
- 1884 - Vittorio Varese, militare italiano († 1915)
- 1885 - Charles Bacon, ostacolista, velocista e mezzofondista statunitense († 1968)
- 1885 - Edward Quinan, generale britannico († 1960)
- 1885 - John Slim, lottatore britannico († 1966)
- 1886 - Marcello Arlotta, militare italiano († 1918)
- 1886 - João Suassuna, politico brasiliano († 1930)
- 1887 - Renée Chemet, violinista francese († 1977)
- 1887 - Sammy Davis, pilota automobilistico britannico († 1981)
- 1888 - Rudolf Droz, calciatore tedesco († 1946)
- 1888 - Arthur Hill, pallanuotista britannico († 1966)
- 1888 - Luigi Portigliatti, calciatore e arbitro di calcio italiano († 1956)
- 1888 - Raffaele Viviani, attore, commediografo e compositore italiano († 1950)
- 1889 - Francesco Fiore, poeta e cantautore italiano († 1954)
- 1889 - Eileen Power, storica britannica († 1940)
- 1890 - Manuel Andrada, giocatore di polo argentino († 1962)
- 1890 - Karel Čapek, giornalista, scrittore e drammaturgo ceco († 1938)
- 1890 - Kurt Tucholsky, scrittore, poeta e giornalista tedesco († 1935)
- 1891 - Reginald James, fisico e esploratore britannico († 1964)
- 1892 - Eva Bowring, politica statunitense († 1985)
- 1892 - Rubye De Remer, ballerina e attrice statunitense († 1984)
- 1892 - Alberto Rio, calciatore portoghese († 1978)
- 1892 - Paul Wartelle, ginnasta francese († 1974)
- 1893 - Fernande Barrey, modella e pittrice francese († 1960)
- 1893 - Gu Zhutong, generale e politico cinese († 1987)
- 1893 - Pierre Renouvin, storico francese († 1974)
- 1894 - Luigia Ciappi, insegnante italiana († 1969)
- 1894 - Carl Lampert, presbitero austriaco († 1944)
- 1895 - Monsieur Chouchani, rabbino e filosofo francese († 1968)
- 1895 - Franco Di Ciaula, regista teatrale e regista italiano († 1963)
- 1895 - Temple Fay, neurologo statunitense († 1963)
- 1895 - Greta Johansson, tuffatrice e nuotatrice svedese († 1978)
- 1895 - Michail Kozlov, allenatore di calcio, calciatore e arbitro di calcio sovietico († 1964)
- 1895 - Lucian Truscott, generale statunitense († 1965)
- 1895 - Alfredo Zerbini, poeta italiano († 1955)
- 1897 - Aurelio Baruzzi, militare italiano († 1985)
- 1897 - Walter Küchenmeister, giornalista, editore e scrittore tedesco († 1943)
- 1897 - Karl Löwith, filosofo tedesco († 1973)
- 1897 - Edgar Aristide Maranta, missionario e arcivescovo cattolico svizzero († 1975)
- 1897 - Vladimir Pavlovič Palej, poeta e santo russo († 1918)
- 1898 - Gracie Fields, attrice, cantante e comica inglese († 1979)
- 1898 - Liberato Pezzoli, giornalista e politico italiano
- 1898 - Adolfo Rollo, scultore italiano († 1985)
- 1898 - Harry Sundberg, calciatore svedese († 1945)
- 1898 - Mario Mirko Vucetich, artista italiano († 1975)
- 1899 - Félix Pozo, calciatore francese († 1967)
- 1899 - Harald Tammer, giornalista, sollevatore e pesista estone († 1942)
- 1900 - Vasilij Gavrilovič Grabin, ingegnere militare sovietico († 1980)
- 1900 - Anton Schmid, militare austriaco († 1942)

## XX secolo(907)
- 1901 - Vilma Bánky, attrice ungherese († 1991)
- 1901 - Karl Möckel, militare tedesco († 1948)
- 1901 - Marianne Oswald, cantante e attrice francese († 1985)
- 1901 - Chic Young, fumettista statunitense († 1973)
- 1902 - Rudolf Bing, direttore artistico austriaco († 1997)
- 1902 - Alfonso Chiapparo, aviatore e militare italiano († 1937)
- 1902 - Josemaría Escrivá de Balaguer, presbitero spagnolo († 1975)
- 1902 - Emmi Pikler, pediatra ungherese († 1984)
- 1903 - Emilio Cimbrico, calciatore italiano († 1948)
- 1903 - Gioachino Colombo, progettista italiano († 1987)
- 1903 - Melitta Schenk Gräfin von Stauffenberg, aviatrice e ingegnere tedesca († 1945)
- 1904 - Vincenzo Costa, calciatore italiano
- 1904 - Arkadij Petrovič Gajdar, scrittore sovietico († 1941)
- 1904 - Giorgio La Pira, politico e giurista italiano († 1977)
- 1906 - Karl Bruckner, scrittore austriaco († 1982)
- 1906 - Émile Chanoux, notaio e politico italiano († 1944)
- 1907 - Lamberto Borghi, pedagogista italiano († 2000)
- 1907 - Tranquilino Garcete, calciatore paraguaiano († 2000)
- 1907 - Guido Morpurgo-Tagliabue, filosofo e critico letterario italiano († 1997)
- 1907 - Maurine Neuberger, politica statunitense († 2000)
- 1907 - Arcangelo Tiziani, operaio italiano († 1959)
- 1907 - František Vohryzek, schermidore cecoslovacco († 1997)
- 1908 - Simone de Beauvoir, scrittrice, saggista e filosofa francese († 1986)
- 1908 - Guerrino Cattaneo, calciatore italiano († 1992)
- 1908 - Raoul Chaisaz, calciatore francese († 1978)
- 1908 - Giordano Corsi, allenatore di calcio e calciatore italiano († 1958)
- 1908 - Angelo Costanzi, partigiano italiano († 1944)
- 1908 - Barbara Leonard, attrice statunitense († 1971)
- 1908 - Bruno Maini, calciatore e allenatore di calcio italiano († 1992)
- 1908 - Leopold Müller, geologo austriaco († 1988)
- 1908 - Michelangelo Nicoletti, politico italiano († 1991)
- 1908 - Henri Paternóster, schermidore belga († 2007)
- 1908 - Glyn Smallwood Jones, diplomatico e politico britannico († 1992)
- 1909 - Danielle Casanova, partigiana e politica francese († 1943)
- 1909 - Luigi Galetti, calciatore italiano († 1977)
- 1909 - Anthony Mamo, politico maltese († 2008)
- 1909 - Harry Morton, calciatore inglese († 1974)
- 1909 - Herva Nelli, soprano italiano († 1994)
- 1909 - Gigliola Valandro, politica italiana († 1985)
- 1910 - Michel Aflaq, politico siriano († 1989)
- 1910 - Paolo Emilio Cassandro, economista italiano († 2004)
- 1910 - Tom Evenson, mezzofondista e siepista britannico († 1997)
- 1910 - Guerrino Ferrarese, calciatore italiano
- 1911 - Lev Pavlovič Ochotin, politico russo († 1948)
- 1911 - Francis Frederick Reh, vescovo cattolico statunitense († 1994)
- 1911 - Joichi Tomonaga, aviatore giapponese († 1942)
- 1912 - Artur Dyson, calciatore portoghese († 1985)
- 1912 - Alfonso Loreto, pittore italiano († 2003)
- 1912 - Antonio Miotto, saggista e psicologo italiano († 1997)
- 1912 - Mario Montefusco, militare e aviatore italiano († 1941)
- 1912 - Frederick Riley, calciatore inglese († 1942)
- 1912 - Edoardo Ripoll Diego, religioso spagnolo († 1936)
- 1912 - Yasutarō Sakagami, politico e pallanuotista giapponese († 1984)
- 1912 - Elias Zoghbi, arcivescovo cattolico e scrittore egiziano († 2008)
- 1913 - Vincenzo Mannino, pianista, insegnante e compositore italiano († 2002)
- 1913 - Richard Nixon, politico statunitense († 1994)
- 1913 - Grigorij Pinaičev, calciatore e allenatore di calcio sovietico († 1988)
- 1914 - Derek Allhusen, cavaliere britannico († 2000)
- 1914 - Kenny Clarke, batterista statunitense († 1985)
- 1914 - Leonardo Cocito, antifascista e partigiano italiano († 1944)
- 1914 - Serafino Santambrogio, ciclista su strada italiano († 1979)
- 1914 - Rosaire Smith, sollevatore canadese († 1999)
- 1914 - Adolf Urban, calciatore e militare tedesco († 1943)
- 1915 - Ike Clarke, allenatore di calcio e calciatore inglese († 2002)
- 1915 - Herbert Huncke, scrittore e poeta statunitense († 1996)
- 1915 - Anton Kunz, pallanuotista austriaco († 2010)
- 1915 - Fernando Lamas, attore, regista e nuotatore argentino († 1982)
- 1915 - Anita Louise, attrice statunitense († 1970)
- 1915 - Bruno Monti, calciatore italiano († 1977)
- 1915 - Mollie Orshansky, economista e statistica statunitense († 2006)
- 1915 - Ian Scott, ciclista su strada britannico († 1980)
- 1915 - Agostino Trapè, presbitero e filosofo italiano († 1987)
- 1915 - Walter Viaro, imprenditore italiano († 2008)
- 1916 - Alain Bernardin, imprenditore e collezionista d'arte francese († 1994)
- 1916 - Pietro Fiordelli, vescovo cattolico italiano († 2004)
- 1916 - Vic Mizzy, compositore statunitense († 2009)
- 1916 - Abderrahman Sebti, schermidore marocchino
- 1916 - Masaharu Taguchi, nuotatore giapponese († 1982)
- 1917 - Ernesto Caroli, presbitero e religioso italiano († 2009)
- 1917 - Otto Glória, calciatore e allenatore di calcio brasiliano († 1986)
- 1917 - Chick Meehan, cestista e allenatore di pallacanestro statunitense († 2004)
- 1917 - Luigi Sabaini, calciatore italiano († 1945)
- 1917 - Haydn Tanner, rugbista a 15 britannico († 2009)
- 1917 - ʿAbd Allāh al-Sallāl, generale e politico yemenita († 1994)
- 1918 - Luigi Rosellini, calciatore italiano († 1993)
- 1918 - Loudon Sainthill, costumista australiano († 1969)
- 1919 - György Bulányi, teologo e presbitero ungherese († 2010)
- 1919 - William Meredith, poeta statunitense († 2007)
- 1919 - Adriano Minelli, calciatore italiano († 1997)
- 1919 - Christophe Taeron, ciclista su strada francese († 1996)
- 1920 - Clive Dunn, attore, comico e artista inglese († 2012)
- 1920 - Homer Fuller, cestista e allenatore di pallacanestro statunitense († 2007)
- 1920 - Walter Haas, politico tedesco († 1996)
- 1920 - Rubén Ruiz Ibárruri, militare spagnolo († 1942)
- 1920 - Sergio Scaglietti, designer e imprenditore italiano († 2011)
- 1920 - João Cabral de Melo Neto, poeta e diplomatico brasiliano († 1999)
- 1921 - Francisco Castillo, nuotatore e pallanuotista spagnolo († 1997)
- 1921 - Enrico Colosimo, regista e sceneggiatore italiano († 2002)
- 1921 - Ágnes Keleti, ginnasta ungherese († 2025)
- 1921 - Telesforo Lorenzo Gama, calciatore spagnolo († 2013)
- 1921 - George Stobbart, calciatore inglese († 1995)
- 1921 - György Szabó, calciatore ungherese († 1962)
- 1921 - Alessandro Tognoloni, militare italiano († 2007)
- 1922 - Piero Bortoletto, allenatore di calcio e calciatore italiano († 1994)
- 1922 - Har Gobind Khorana, biochimico indiano († 2011)
- 1922 - Ángel Lozano, cestista spagnolo († 1990)
- 1922 - Leandro Menconi, calciatore italiano
- 1922 - Marcel Stern, velista svizzero († 2002)
- 1922 - Ahmed Sékou Touré, politico guineano († 1984)
- 1923 - Dušan Lovriha, partigiano, militare e politico sloveno († 2012)
- 1923 - Mauro Galleni, partigiano, politico e scrittore italiano († 2001)
- 1923 - Karl-Heinz Metzner, calciatore tedesco († 1994)
- 1923 - Raffaele Morbelli, dirigente sportivo italiano († 2017)
- 1923 - Gaby Stenberg, attrice svedese († 2011)
- 1923 - Suh Yun-bok, maratoneta sudcoreano († 2017)
- 1924 - William Girometti, pittore italiano († 1998)
- 1924 - Mirko Drazen Grmek, scrittore croato († 2000)
- 1924 - Michel Jacques, calciatore francese († 1997)
- 1924 - Spartaco Marangoni, politico e partigiano italiano († 2014)
- 1924 - Blasius Marsoner, poeta, storico e traduttore italiano († 1991)
- 1924 - Sergej Iosifovič Paradžanov, regista sovietico († 1990)
- 1924 - Walkiria Terradura, partigiana italiana († 2023)
- 1924 - Anne Vernon, attrice francese
- 1925 - Guillermo Barbadillo, calciatore peruviano († 2000)
- 1925 - Ofelya Hambardzumyan, cantante sovietica († 2016)
- 1925 - Jean Jolivet, filosofo francese († 2018)
- 1925 - Antonio La Penna, latinista, filologo classico e aforista italiano († 2024)
- 1925 - Lee Van Cleef, attore statunitense († 1989)
- 1926 - Gianni Dagnino, politico italiano († 1995)
- 1926 - Giuseppe La Franca, avvocato italiano († 1997)
- 1926 - Bucky Pizzarelli, chitarrista statunitense († 2020)
- 1927 - Franco Croce, storico della letteratura e critico letterario italiano († 2004)
- 1927 - Thorkild Hansen, scrittore, esploratore e giornalista danese († 1989)
- 1927 - Jean Kraft, mezzosoprano statunitense († 2021)
- 1927 - Adolfo Antonio Suárez Rivera, cardinale e arcivescovo cattolico messicano († 2008)
- 1927 - Rodolfo Walsh, giornalista e scrittore argentino († 1977)
- 1927 - Michael Woolfson, fisico e saggista britannico († 2019)
- 1928 - Hanns-Peter Boehm, chimico tedesco († 2022)
- 1928 - Pierre Garnier, poeta e scrittore francese († 2014)
- 1928 - Judith Krantz, scrittrice e giornalista statunitense († 2019)
- 1928 - Domenico Modugno, cantautore, chitarrista e attore italiano († 1994)
- 1929 - Fred Diute, cestista statunitense († 2004)
- 1929 - Brian Friel, drammaturgo e scrittore irlandese († 2015)
- 1929 - Ulu Grosbard, regista cinematografico belga († 2012)
- 1929 - Krum Janev, calciatore bulgaro († 2012)
- 1929 - Heiner Müller, drammaturgo e poeta tedesco († 1995)
- 1929 - Al Purvis, hockeista su ghiaccio canadese († 2009)
- 1929 - Kurt Zaro, calciatore e allenatore di calcio tedesco († 2001)
- 1929 - Guido Zurli, regista italiano († 2009)
- 1930 - Jim Fletcher, fumettista e animatore statunitense († 2004)
- 1930 - Pavel Kolčin, fondista sovietico († 2010)
- 1930 - Igor' Netto, calciatore e allenatore di calcio sovietico († 1999)
- 1930 - Jacob Schwartz, matematico e informatico statunitense († 2009)
- 1931 - Ángel Berni, calciatore paraguaiano († 2017)
- 1931 - Algis Budrys, autore di fantascienza statunitense († 2008)
- 1931 - Pat Conway, attore statunitense († 1981)
- 1931 - Erhard Krack, politico tedesco († 2000)
- 1931 - Luis Menéndez, ex calciatore spagnolo
- 1931 - Giovanni Papapietro, politico italiano († 2005)
- 1931 - Teresa d'Asburgo-Lorena, nobile tedesca
- 1932 - Irene D'Areni, cantante italiana
- 1932 - Wladimiro Ganzarolli, basso-baritono italiano († 2010)
- 1932 - Arne Høivik, calciatore norvegese († 2017)
- 1932 - Robert Francis Taft, religioso statunitense († 2018)
- 1933 - Roy Dwight, allenatore di calcio e calciatore inglese († 2002)
- 1933 - Sergio Guenza, allenatore di calcio e calciatore italiano († 2020)
- 1933 - Ken Barrie, doppiatore e cantante britannico († 2016)
- 1933 - Wilbur Smith, scrittore zambiano († 2021)
- 1933 - Günther Wirth, calciatore tedesco orientale († 2020)
- 1933 - Borislav Ćorković, cestista e allenatore di pallacanestro jugoslavo († 2006)
- 1934 - Mahendra Kapoor, cantante indiano († 2008)
- 1934 - Stepan Oščepkov, canoista sovietico († 2012)
- 1934 - Bart Starr, giocatore di football americano statunitense († 2019)
- 1935 - Dante Biagioni, attore, doppiatore e direttore del doppiaggio italiano († 2016)
- 1935 - Manlio De Angelis, attore, doppiatore e direttore del doppiaggio italiano († 2017)
- 1935 - Silvio De Florentiis, maratoneta italiano († 2021)
- 1935 - Bob Denver, attore e comico statunitense († 2005)
- 1935 - John McCormack, pugile britannico († 2014)
- 1935 - Salvator Sotiri, cestista albanese († 2018)
- 1936 - K Callan, attrice statunitense
- 1936 - Edoardo Casciano, tiratore a volo italiano († 1997)
- 1936 - Marcel Dantheny, calciatore francese († 2024)
- 1936 - Mike Davies, dirigente sportivo e tennista britannico († 2015)
- 1936 - Ion Nunweiller, allenatore di calcio e calciatore rumeno († 2015)
- 1936 - Dan Peterson, giornalista, commentatore televisivo e allenatore di pallacanestro statunitense
- 1936 - Sergio Pini, allenatore di calcio e ex calciatore italiano
- 1937 - Giovanni Carrus, politico italiano († 2002)
- 1937 - Mário Lino, ex calciatore portoghese
- 1937 - Gianfranco Marzolla, ex ginnasta italiano
- 1937 - Gaudenzio Trentini, ex calciatore italiano
- 1938 - Giuliano Calore, ciclista, scrittore e musicista italiano
- 1938 - Nobuhiko Obayashi, regista e sceneggiatore giapponese († 2020)
- 1938 - Uberto Siola, architetto e politico italiano
- 1938 - Josif Vitebs'kyj, schermidore sovietico († 2024)
- 1938 - Stuart Woods, scrittore statunitense († 2022)
- 1938 - Kira Borisovna Šingareva, geografa e astronoma russa († 2013)
- 1939 - Kiko Argüello, pittore e missionario spagnolo
- 1939 - Jimmy Boyd, attore e cantante statunitense († 2009)
- 1939 - Lev Burčalkin, calciatore e allenatore di calcio sovietico († 2004)
- 1939 - Lina Chiusso, cantante italiana († 2017)
- 1939 - Denis Devaux, calciatore francese († 2025)
- 1939 - Luis Llorens Soler, calciatore spagnolo († 1991)
- 1939 - Carlo Morganti, ex calciatore italiano
- 1939 - Bruno Stegagnini, politico e militare italiano
- 1939 - Adriana Vigneri, politica italiana
- 1939 - Susannah York, attrice britannica († 2011)
- 1940 - Dario Antiseri, filosofo e storico della filosofia italiano
- 1940 - Federico Butera, sociologo italiano († 2025)
- 1940 - Robert F. Carrozza, mafioso statunitense
- 1940 - Sergio Cragnotti, imprenditore e dirigente sportivo italiano
- 1940 - Ruth Dreifuss, politica svizzera
- 1940 - Renato Lauro, medico e patologo italiano
- 1940 - Enrico Maccioni, pittore italiano († 2023)
- 1940 - Paolo Matthiae, archeologo e orientalista italiano
- 1940 - Emanuele Pirella, pubblicitario, giornalista e scrittore italiano († 2010)
- 1940 - Alfio Piva Mesén, politico, medico e ambientalista costaricano
- 1940 - Giuliana Reduzzi, politica italiana
- 1940 - Miguel Ángel Rodríguez, politico costaricano
- 1940 - Ernst Tutschek, cestista e allenatore di pallacanestro austriaco († 1998)
- 1941 - Joan Baez, cantautrice e attivista statunitense
- 1941 - Terry Hands, regista teatrale britannico († 2020)
- 1941 - Josef Jelínek, calciatore cecoslovacco († 2024)
- 1941 - Elena Ornella Paciotti, magistrata e politica italiana
- 1941 - Arturo Sacchetti, organista italiano
- 1942 - Ferruccio Biasucci, ex cestista francese
- 1942 - Ingo Buding, tennista tedesco († 2003)
- 1942 - John Dunning, scrittore statunitense († 2023)
- 1942 - Enrique Estrázulas, scrittore, drammaturgo e giornalista uruguaiano († 2016)
- 1942 - Stuart Graham, pilota motociclistico britannico
- 1942 - Lee Kun-hee, imprenditore sudcoreano († 2020)
- 1942 - Thomas Nguyễn Văn Trâm, vescovo cattolico vietnamita
- 1942 - Werner Schnitzer, attore tedesco
- 1942 - Eisso Woltjer, politico olandese
- 1943 - Raffaella Curiel, stilista italiana
- 1943 - Wolfgang Gayer, ex calciatore tedesco
- 1943 - Ezio Robotti, politico italiano
- 1943 - Kathryn Walker, attrice statunitense
- 1943 - Scott Walker, cantautore e compositore statunitense († 2019)
- 1943 - Jim Weatherwax, ex giocatore di football americano statunitense
- 1944 - Marc Bossuyt, magistrato e docente belga
- 1944 - Ernesto Diotallevi, mafioso italiano
- 1944 - Harun Farocki, regista, sceneggiatore e giornalista tedesco († 2014)
- 1944 - Hugh Fisher, ex calciatore scozzese
- 1944 - Maurilio Frigerio, politico italiano
- 1944 - Massimiliano Fuksas, architetto e designer italiano
- 1944 - José Gómez Lucas, ciclista su strada spagnolo († 2014)
- 1944 - George Loros, attore e regista teatrale statunitense
- 1944 - Hugo Moyano, sindacalista, politico e dirigente sportivo argentino
- 1944 - Jimmy Page, chitarrista e compositore britannico
- 1944 - Gianfranco Polillo, economista e politico italiano
- 1944 - Oscar Prudente, cantautore, compositore e produttore discografico italiano
- 1945 - Frank Biondi, dirigente d'azienda statunitense († 2019)
- 1945 - Denis Connaghan, calciatore scozzese († 2024)
- 1945 - John Doman, attore statunitense
- 1945 - Javier Guzmán, calciatore messicano († 2014)
- 1945 - Josef Jelínek, ex calciatore cecoslovacco
- 1945 - Paolo Mauri, critico letterario e giornalista italiano († 2022)
- 1945 - Sal Mistretta, attore statunitense († 2023)
- 1945 - Jana Posnerová, ex ginnasta cecoslovacca
- 1945 - Lewon Ter-Petrosyan, politico e storico armeno
- 1946 - Pier Luigi Corbari, dirigente sportivo italiano († 2018)
- 1946 - Franco Ferrari, dirigente sportivo, allenatore di calcio e calciatore italiano († 2016)
- 1946 - Leo Gullotta, attore, doppiatore e comico italiano
- 1946 - Mogens Lykketoft, politico danese
- 1946 - Aldo Piromalli, poeta e artista italiano († 2024)
- 1947 - Alfredo Albanese, poliziotto italiano († 1980)
- 1947 - David Allen Brooks, attore statunitense
- 1947 - Zaurbek Chromaev, allenatore di pallacanestro ucraino († 2019)
- 1947 - Nick Evans, trombonista britannico
- 1947 - Francesco Formenti, politico italiano († 2021)
- 1947 - Stefka Jordanova, mezzofondista bulgara († 2011)
- 1947 - Paul Lodewijkx, pilota motociclistico olandese († 1988)
- 1947 - Mike Phipps, ex giocatore di football americano statunitense
- 1947 - Vladimir Vasin, ex tuffatore sovietico
- 1947 - Franca Viola, italiana
- 1948 - Jo Deseure, attrice belga
- 1948 - Susana Dosamantes, attrice messicana († 2022)
- 1948 - Cassie Gaines, cantante statunitense († 1977)
- 1948 - Mike Ivanow, ex calciatore statunitense
- 1948 - Itsurō Terada, giurista giapponese
- 1948 - Jan Tomaszewski, ex calciatore polacco
- 1949 - Anvita Abbi, linguista indiana
- 1949 - Vincent Grass, attore belga
- 1949 - Giuseppe Iamonte, mafioso italiano († 2019)
- 1949 - Ilario Pegorari, sciatore alpino e allenatore di sci alpino italiano († 1982)
- 1949 - Mary Roos, cantante tedesca
- 1949 - Peppino Vallone, avvocato e politico italiano
- 1950 - Carlos Aguiar Retes, cardinale e arcivescovo cattolico messicano
- 1950 - Christine Crawley, politica britannica
- 1950 - Gisbert Haefs, scrittore tedesco
- 1950 - Alec Jeffreys, genetista britannico
- 1950 - David Johansen, cantante statunitense († 2025)
- 1950 - Josef Klíma, ex cestista cecoslovacco
- 1950 - Giuliano Mazzoni, pilota di rally italiano
- 1950 - Rio Reiser, cantante, musicista e attore tedesco († 1996)
- 1950 - Vladimir Semenec, ex pistard sovietico
- 1951 - Michel Barnier, politico francese
- 1951 - Gian Luigi Boiardi, politico italiano († 2018)
- 1951 - M.L. Carr, ex cestista, allenatore di pallacanestro e dirigente sportivo statunitense
- 1951 - Dick Conn, ex giocatore di football americano statunitense
- 1951 - Reggie Harrison, ex giocatore di football americano statunitense
- 1951 - Robi, calciatore e allenatore di calcio spagnolo († 2023)
- 1951 - Shota Khinchagashvili, allenatore di calcio e ex calciatore sovietico
- 1951 - Abu Marzuq, politico palestinese
- 1951 - Inge Valen, ex calciatore norvegese
- 1951 - Crystal Gayle, cantante statunitense
- 1952 - Hugh Bayley, politico britannico
- 1952 - Marek Belka, docente e politico polacco
- 1952 - Pietro Brambilla, attore italiano
- 1952 - Baltemar Brito, allenatore di calcio e ex calciatore brasiliano
- 1952 - Mike Capuano, politico statunitense
- 1952 - Mathew Knowles, produttore discografico e manager statunitense
- 1952 - Frank Margerin, fumettista francese
- 1953 - David Hewson, giornalista e scrittore britannico
- 1953 - Francis Meynieu, ex calciatore francese
- 1953 - Danny Morrison, giornalista, scrittore e politico britannico
- 1953 - Karl Schrott, ex slittinista austriaco
- 1953 - Shigeru Sō, ex maratoneta giapponese
- 1954 - Arturo Annecchino, compositore e pianista venezuelano
- 1954 - Mirza Delibašić, cestista jugoslavo († 2001)
- 1954 - Philippa Gregory, scrittrice britannica
- 1954 - Guido Rasi, medico italiano
- 1954 - Tomo Vukšić, arcivescovo cattolico bosniaco
- 1954 - Peter Walsh, ex cestista australiano
- 1954 - Cao Wenxuan, scrittore cinese
- 1955 - Ali Bencheikh, ex calciatore algerino
- 1955 - Bruce Boudreau, allenatore di hockey su ghiaccio e ex hockeista su ghiaccio canadese
- 1955 - Franco Gadotti, alpinista italiano († 1976)
- 1955 - Lucio Romano, medico e politico italiano
- 1955 - J. K. Simmons, attore e doppiatore statunitense
- 1956 - Julio César Antúnez, allenatore di calcio e ex calciatore uruguaiano
- 1956 - Alberto Cavasin, allenatore di calcio e ex calciatore italiano
- 1956 - Tommy Hansson, ex calciatore svedese
- 1956 - Lucyna Langer, ex ostacolista polacca
- 1956 - Ken MacAfee, ex giocatore di football americano statunitense
- 1956 - Waltraud Meier, soprano e mezzosoprano tedesco
- 1956 - Gabriele Messina, ex calciatore e dirigente sportivo italiano
- 1956 - Juan Peralta, ex giocatore di calcio a 5 paraguaiano
- 1956 - Stephen E. Rivkin, montatore statunitense
- 1956 - Gary Spani, ex giocatore di football americano statunitense
- 1956 - Imelda Staunton, attrice britannica
- 1956 - Carmela Vincenti, attrice, personaggio televisivo e doppiatrice italiana
- 1956 - Chris Ward, ex giocatore di football americano statunitense
- 1957 - Anna Achšarumova, scacchista statunitense
- 1957 - Enrico Cavalieri, ex calciatore italiano
- 1957 - Vit'ali Daraselia, calciatore sovietico († 1982)
- 1957 - Aníbal Fernández, politico e avvocato argentino
- 1957 - Daniel Haquet, ex cestista e allenatore di pallacanestro francese
- 1957 - Kari Hotakainen, scrittore finlandese
- 1957 - Phil Lewis, cantante inglese
- 1957 - Rick Sanford, ex giocatore di football americano statunitense
- 1957 - Manuel Sarabia, allenatore di calcio e ex calciatore spagnolo
- 1958 - Mehmet Ali Ağca, terrorista turco
- 1958 - Marco Cosenza, ex calciatore italiano
- 1958 - Hugo Gastulo, ex calciatore peruviano
- 1958 - Andrew Jarrett, ex tennista britannico
- 1958 - Daniel Martinazzo, hockeista su pista e dirigente sportivo argentino
- 1958 - Stephen Neale, linguista britannico
- 1958 - Antonio Sabato, ex calciatore italiano
- 1959 - Mark Martin, pilota automobilistico statunitense
- 1959 - Ridvan Dibra, scrittore albanese
- 1959 - Antony Guss, ex sciatore alpino australiano
- 1959 - Eugène Hanssen, ex calciatore olandese
- 1959 - Tommy Holmgren, ex calciatore svedese
- 1959 - Rigoberta Menchú, attivista guatemalteca
- 1959 - Claudio Patrignani, ex mezzofondista italiano
- 1959 - Dan Simoneau, ex fondista statunitense
- 1960 - Pascal Fabre, ex pilota automobilistico francese
- 1960 - Benedetto Patellaro, ex ciclista su strada italiano
- 1960 - Michal Peprník, insegnante, critico letterario e scrittore ceco
- 1960 - Bruno Romani, sassofonista, flautista e compositore italiano († 2025)
- 1960 - David Russell, ex cestista statunitense
- 1960 - Michael James Sis, vescovo cattolico statunitense
- 1961 - Didier Camberabero, ex rugbista a 15 e allenatore di rugby a 15 francese
- 1961 - Karim Dridi, regista, sceneggiatore e direttore della fotografia tunisino
- 1961 - Giuliano Giorgi, calciatore italiano († 2013)
- 1961 - Al Jean, produttore televisivo e sceneggiatore statunitense
- 1961 - Scott Klace, attore statunitense
- 1961 - Sandra Myers, ex velocista statunitense
- 1961 - Aldo Scardella, italiano († 1986)
- 1961 - Yannick Stopyra, ex calciatore francese
- 1961 - Andrea Zanussi, ex pilota di rally e editore italiano
- 1961 - Karl Zeller, politico italiano
- 1962 - Marco Andreatta, ex bobbista italiano
- 1962 - Salvatore Buoncammino, allenatore di calcio e ex calciatore italiano
- 1962 - João Gomes da Silva, architetto del paesaggio portoghese
- 1962 - Conrad Goode, attore, musicista e produttore cinematografico statunitense
- 1962 - Monika Grütters, politica tedesca
- 1962 - Ray Houghton, ex calciatore irlandese
- 1962 - Fabio Massimo Iaquone, artista italiano
- 1962 - Alaa Maihoub, ex calciatore egiziano
- 1962 - Gabriel Sayaogo, arcivescovo cattolico burkinabé
- 1962 - André Wohllebe, canoista tedesco († 2014)
- 1963 - Larry Cain, ex canoista canadese
- 1963 - Debra Christofferson, attrice statunitense
- 1963 - Caterina Consani, matematica italiana
- 1963 - Joseph Culp, attore statunitense
- 1963 - Marco De Simone, allenatore di calcio e ex calciatore italiano
- 1963 - Eric Erlandson, chitarrista e compositore statunitense
- 1963 - Mathieu Hermans, ex ciclista su strada e ciclocrossista olandese
- 1963 - Mark Koussas, ex calciatore australiano
- 1963 - Roberto Lavorenti, allenatore di pallavolo italiano († 2021)
- 1963 - Jiří Parma, ex saltatore con gli sci cecoslovacco
- 1963 - Ernst Riedlsperger, ex sciatore alpino austriaco
- 1963 - Martin Rueda, allenatore di calcio e ex calciatore svizzero
- 1964 - Ramona Balthasar, ex canottiera tedesca
- 1964 - Giselle Blondet, attrice e conduttrice televisiva portoricana
- 1964 - Arnaldo Catinari, direttore della fotografia e regista italiano
- 1964 - Agnieszka Czopek, ex nuotatrice polacca
- 1964 - Ronald Dominique, serial killer statunitense
- 1964 - Rocky George, chitarrista statunitense
- 1964 - Hans van den Hende, vescovo cattolico olandese
- 1964 - Luca Lionello, attore italiano
- 1964 - Francisco Rubio, ex rugbista a 15, allenatore di rugby a 15 e dirigente sportivo argentino
- 1964 - Luigi Russo, allenatore di calcio e ex calciatore italiano
- 1964 - Lustmord, compositore e musicista britannico
- 1965 - Darren Bennett, ex giocatore di football australiano e ex giocatore di football americano australiano
- 1965 - Franco Berni, ex rugbista a 15 e allenatore di rugby a 15 italiano
- 1965 - Muggsy Bogues, ex cestista e allenatore di pallacanestro statunitense
- 1965 - Iain Dowie, ex calciatore e allenatore di calcio nordirlandese
- 1965 - Maurizio Elettrico, artista e scrittore italiano
- 1965 - Valérie Garnier, ex cestista e allenatrice di pallacanestro francese
- 1965 - Rhoda Griffis, attrice statunitense
- 1965 - Haddaway, cantante trinidadiano
- 1965 - Carin Jennings-Gabarra, ex calciatrice statunitense
- 1965 - Farah Khan, coreografa, regista e sceneggiatrice indiana
- 1965 - Jan Madsen, ex calciatore norvegese
- 1965 - Davide Morganti, scrittore, sceneggiatore e drammaturgo italiano
- 1965 - Joely Richardson, attrice britannica
- 1965 - Ivica Žurić, ex cestista croato
- 1966 - Giuseppe Colombo, ex calciatore italiano
- 1966 - Cinzia Fiorato, giornalista e conduttrice televisiva italiana
- 1966 - Felicia Gaudiano, politica italiana
- 1966 - Jan Johansen, cantante svedese
- 1966 - Pedro Massacessi, ex calciatore argentino
- 1966 - Tatsuru Mukōjima, ex calciatore giapponese
- 1966 - Mirosław Piotrowski, politico polacco
- 1966 - František Repka, ex combinatista nordico cecoslovacco
- 1966 - Aladino Valoti, dirigente sportivo e ex calciatore italiano
- 1967 - Michail Muraško, medico e politico russo
- 1967 - Carl Bell, musicista, compositore e produttore discografico statunitense
- 1967 - Matt Bevin, politico e imprenditore statunitense
- 1967 - Claudio Caniggia, ex calciatore argentino
- 1967 - David Costabile, attore statunitense
- 1967 - Steve Harwell, cantante e musicista statunitense († 2023)
- 1967 - Eduard Kaçaçi, ex calciatore albanese
- 1967 - Dave Matthews, cantautore, chitarrista e attore sudafricano
- 1967 - Kazimierz Moskal, allenatore di calcio e ex calciatore polacco
- 1967 - Rick Rozz, chitarrista statunitense
- 1967 - Gary Teichmann, ex rugbista a 15 zimbabwese
- 1968 - Joey Lauren Adams, attrice statunitense
- 1968 - Silver King, wrestler e attore messicano († 2019)
- 1968 - Daniel Caduff, ex sciatore alpino svizzero
- 1968 - Cheah Soon Kit, ex giocatore di badminton malese
- 1968 - Franck Dumas, allenatore di calcio e ex calciatore francese
- 1968 - Frédéric Fonteyne, regista belga
- 1968 - Pam MacKinnon, regista teatrale statunitense
- 1968 - Jason Polak, ex calciatore e ex giocatore di calcio a 5 australiano
- 1968 - Francesco Tudisco, allenatore di calcio e ex calciatore italiano
- 1969 - Massimiliano Benfari, ex calciatore italiano
- 1969 - Denis Hamlett, allenatore di calcio, ex calciatore e dirigente sportivo costaricano
- 1969 - John Kagwe, ex maratoneta keniota
- 1969 - Marc Suhr, ex cestista tedesco
- 1969 - Michail Teplinskij, generale russo
- 1969 - Andrea Zanchini, modello italiano
- 1970 - Axel Rodrigues de Arruda, ex calciatore brasiliano
- 1970 - Tonino Carotone, cantautore spagnolo
- 1970 - Alex Chesterman, imprenditore britannico
- 1970 - Lara Fabian, cantautrice e compositrice belga
- 1970 - DJ Rush, disc jockey, musicista e produttore discografico statunitense
- 1970 - José Luis Sánchez Moretti, ex calciatore cileno
- 1970 - Marco Sanchez, attore, cantante e sceneggiatore statunitense
- 1970 - Alessandro Staropoli, tastierista italiano
- 1970 - Mika-Matti Tahvanainen, ex cestista finlandese
- 1970 - Javier Torres Gómez, allenatore di calcio e ex calciatore spagnolo
- 1970 - Rubén Tufiño, ex calciatore boliviano
- 1970 - Yang Hyun-suk, rapper, imprenditore e produttore discografico sudcoreano
- 1970 - Mia X, rapper statunitense
- 1971 - Michelle Bubenicek, storica francese
- 1971 - Pietro Genga, ex tiratore a volo italiano
- 1971 - Marc Houtzager, cavaliere olandese
- 1971 - Angie Martinez, rapper e disc jockey statunitense
- 1971 - Diane Roy, atleta paralimpica canadese
- 1971 - Yolanda Soler, ex judoka spagnola
- 1971 - Aaron Swinson, ex cestista e allenatore di pallacanestro statunitense
- 1971 - Emma Urzúa, ex cestista messicana
- 1972 - Frédéric Bessy, ex ciclista su strada francese
- 1972 - Deon Cole, attore, comico e sceneggiatore statunitense
- 1972 - Alessandro Corona, ex canottiere italiano
- 1972 - Hervé Falciani, ingegnere italiano
- 1972 - Tatiana Huezo Sánchez, regista salvadoregna
- 1972 - Marco Polizzi, ex giocatore di football americano e allenatore di football americano italiano
- 1972 - Ernő Sitku, cestista e allenatore di pallacanestro ungherese († 2020)
- 1972 - Danny Sonner, ex calciatore nordirlandese
- 1973 - Ivano Bellodis, bobbista italiano
- 1973 - Angela Bettis, attrice e regista statunitense
- 1973 - Andrea Ivan, allenatore di calcio e ex calciatore italiano
- 1973 - Massimo Lombardo, allenatore di calcio, dirigente sportivo e ex calciatore svizzero
- 1973 - Sean Paul, cantante e rapper giamaicano
- 1973 - Garry Robert, ex calciatore seychellese
- 1973 - Antonio Vittorioso, pallanuotista e allenatore di pallanuoto italiano
- 1974 - Farhan Akhtar, regista, attore e produttore cinematografico indiano
- 1974 - Pablo Calanchini, ex rugbista a 15 italiano
- 1974 - Stevie Crawford, allenatore di calcio e ex calciatore scozzese
- 1974 - Darren Debono, ex calciatore maltese
- 1974 - Wangyel Dorji, ex calciatore bhutanese
- 1974 - Grant Doyle, tennista australiano
- 1974 - Omari Hardwick, attore statunitense
- 1974 - Nicole Johnson Baker, modella statunitense
- 1974 - Christian Nielsen, allenatore di calcio e dirigente sportivo danese
- 1974 - Ramón Nomar, attore pornografico spagnolo
- 1974 - Nicola Romaniello, allenatore di calcio e ex calciatore italiano
- 1974 - Sávio, ex calciatore brasiliano
- 1974 - Kenta Shinohara, fumettista giapponese
- 1974 - Jamain Stephens, ex giocatore di football americano statunitense
- 1975 - Andrzej Bachleda, ex sciatore alpino polacco
- 1975 - James Beckford, ex lunghista e triplista giamaicano
- 1975 - Stéphane Bergès, ex ciclista su strada francese
- 1975 - David Bernabéu, ex ciclista su strada spagnolo
- 1975 - Dalibor Grubačević, compositore, musicista e produttore discografico croato
- 1975 - Justin Huish, arciere statunitense
- 1975 - David Ling, ex hockeista su ghiaccio canadese
- 1975 - Xavier Méride, ex calciatore francese
- 1975 - Martin Poljovka, ex calciatore slovacco
- 1975 - Arne Toonen, regista olandese
- 1975 - Ionica Tudor, tuffatrice rumena
- 1975 - André Vos, ex rugbista a 15 sudafricano
- 1975 - Karim Zaza, ex calciatore marocchino
- 1976 - Svitlana Azarova, compositrice ucraina
- 1976 - Radek Bonk, ex hockeista su ghiaccio ceco
- 1976 - Luiz Caracol, cantautore portoghese
- 1976 - Benedetta Fiorini, politica italiana
- 1976 - Todd Grisham, conduttore televisivo statunitense
- 1976 - Diego Ocampo, allenatore di pallacanestro spagnolo
- 1976 - Andrea Stramaccioni, allenatore di calcio e opinionista italiano
- 1977 - Talal Al-Khaibari, ex calciatore saudita
- 1977 - Moreno Boer, ex sollevatore italiano
- 1977 - Chao Pi-feng, ex cestista taiwanese
- 1977 - Viktors Dobrecovs, allenatore di calcio e ex calciatore lettone
- 1977 - Stéphane Dondon, ex cestista francese
- 1977 - Rigoberto Gómez, ex calciatore honduregno
- 1977 - Diego Markic, allenatore di calcio e ex calciatore argentino
- 1977 - Andrėj Mileŭski, ex calciatore bielorusso
- 1977 - Scoonie Penn, ex cestista, allenatore di pallacanestro e dirigente sportivo statunitense
- 1977 - Stefan Selakovic, ex calciatore svedese
- 1977 - Virgil Stănescu, ex cestista rumeno
- 1977 - Andrej Stoljarov, ex tennista russo
- 1977 - Emiliano Testini, dirigente sportivo, allenatore di calcio e ex calciatore italiano
- 1977 - Gerd Wimmer, ex calciatore austriaco
- 1978 - Hamlet Barrientos, ex calciatore boliviano
- 1978 - Chi Rongliang, ex calciatore cinese
- 1978 - Leo Cullen, ex rugbista a 15 e allenatore di rugby a 15 irlandese
- 1978 - Mashonda, cantante statunitense
- 1978 - Amity Dry, cantautrice e personaggio televisivo australiana
- 1978 - Daniela Farnese, scrittrice e blogger italiana
- 1978 - Gennaro Gattuso, allenatore di calcio e ex calciatore italiano
- 1978 - Tomonori Hirayama, ex calciatore giapponese
- 1978 - Chad Johnson, ex giocatore di football americano e calciatore statunitense
- 1978 - Alexander James McLean, musicista e cantante statunitense
- 1978 - Simone Niggli-Luder, orientista svizzera
- 1978 - Balázs Rabóczki, ex calciatore ungherese
- 1978 - Raffaele Rubino, dirigente sportivo e ex calciatore italiano
- 1978 - Adam Sztykiel, sceneggiatore, produttore cinematografico e produttore televisivo statunitense
- 1978 - Cristian Osvaldo Álvarez, ex calciatore argentino
- 1979 - Ela Briedytė, ex cestista e allenatrice di pallacanestro lituana
- 1979 - Daniele Conti, dirigente sportivo e ex calciatore italiano
- 1979 - Joshua Harto, attore e produttore televisivo statunitense
- 1979 - Silvio Fernández, schermidore venezuelano
- 1979 - John Henderson, ex giocatore di football americano statunitense
- 1979 - Nate Johnson, ex cestista statunitense
- 1979 - Markus Larsson, ex sciatore alpino svedese
- 1979 - Athanasios Prittas, ex calciatore greco
- 1979 - Taccjana Pučak, allenatrice di tennis e ex tennista bielorussa
- 1979 - Elisa Sciuto, giornalista e conduttrice televisiva italiana
- 1979 - Jake Shields, artista marziale misto statunitense
- 1979 - Mehmet Yozgatlı, allenatore di calcio e ex calciatore turco
- 1979 - Peter Žonta, ex saltatore con gli sci sloveno
- 1980 - Saad Al-Shehri, allenatore di calcio e ex calciatore saudita
- 1980 - Arta Bajrami, cantante albanese
- 1980 - Thomas Burgstaller, ex calciatore austriaco
- 1980 - Valerio Carboni, compositore, polistrumentista e cantante italiano
- 1980 - Daniele De Vezze, allenatore di calcio, dirigente sportivo e ex calciatore italiano
- 1980 - Marco Donati, politico italiano
- 1980 - Rila Fukushima, attrice e modella giapponese
- 1980 - Sergio García Fernández, golfista spagnolo
- 1980 - Shaun Hill, giocatore di football americano statunitense
- 1980 - Eun Ah Hong, arbitro di calcio sudcoreana
- 1980 - Dritan Mehmeti, allenatore di calcio e ex calciatore albanese
- 1980 - Fumie Mizusawa, attrice e doppiatrice giapponese
- 1980 - Francisco Pavón, ex calciatore spagnolo
- 1980 - Mauro Pigozzo, giornalista e scrittore italiano
- 1980 - Mariné Russo, ex hockeista su prato argentina
- 1980 - Milan Stupar, ex calciatore serbo
- 1980 - Maciej Tataj, ex calciatore polacco
- 1981 - Larry Clavier, calciatore francese
- 1981 - Julia Dietze, attrice tedesca
- 1981 - Danielson Ferreira Trindade, ex calciatore brasiliano
- 1981 - Lauren Gold, modella britannica
- 1981 - Bartłomiej Grzelak, ex calciatore polacco
- 1981 - Ronny Heer, ex combinatista nordico svizzero
- 1981 - Nicola Prosatore, regista, sceneggiatore e produttore cinematografico italiano
- 1981 - András Pál, astronomo ungherese
- 1981 - Emanuele Sella, ex ciclista su strada italiano
- 1981 - Erik Vendt, nuotatore statunitense
- 1981 - Michael Waddell, giocatore di football americano statunitense
- 1981 - Antoine Zahra, ex calciatore maltese
- 1982 - John Beaton, arbitro di calcio scozzese
- 1982 - Corry Berger, ex cestista tedesca
- 1982 - Timmy Bowers, ex cestista statunitense
- 1982 - Isaac Delahaye, chitarrista belga
- 1982 - Pedro Llompart, ex cestista e dirigente sportivo spagnolo
- 1982 - Catherine Middleton, britannica
- 1982 - Tom Mison, attore britannico
- 1982 - Henriette Richter-Röhl, attrice tedesca
- 1982 - Junya Sano, ciclista su strada giapponese
- 1982 - Benjamin Seifert, ex fondista tedesco
- 1982 - Grétar Steinsson, ex calciatore islandese
- 1983 - Mariano Acevedo, calciatore honduregno
- 1983 - Scott Brennan, canottiere australiano
- 1983 - Kerry Condon, attrice irlandese
- 1983 - Scholanda Dorrell, ex cestista statunitense
- 1983 - David Ellison, produttore cinematografico statunitense
- 1983 - Osmar Ferreyra, ex calciatore argentino
- 1983 - Stefano Gallea, ex cestista e allenatore di pallacanestro italiano
- 1983 - Honour Gombami, ex calciatore zimbabwese
- 1983 - Manasseh Ishiaku, ex calciatore nigeriano
- 1983 - Aleš Kořínek, ex calciatore ceco
- 1983 - Yassin Mikari, ex calciatore svizzero
- 1983 - Mohammad Nouri, allenatore di calcio e ex calciatore iraniano
- 1983 - Per Verner Rønning, allenatore di calcio e ex calciatore norvegese
- 1983 - Islam Timurziev, pugile russo († 2015)
- 1983 - Thirumurugan Veeran, calciatore malese
- 1983 - Tomasz Wylenzek, canoista tedesco
- 1984 - Mohammed Alhassan, calciatore ghanese
- 1984 - Chiara Corbella Petrillo, beato italiana († 2012)
- 1984 - César Cortés, ex calciatore cileno
- 1984 - Derlis Florentín, calciatore paraguaiano († 2010)
- 1984 - James Godday, velocista nigeriano
- 1984 - Diego González Correa, ex cestista uruguaiano
- 1984 - Yūsuke Ishijima, pallavolista giapponese
- 1984 - Oliver Jarvis, pilota automobilistico britannico
- 1984 - Bobby Jones, ex cestista statunitense
- 1984 - Kurt Pittschieler, ex sciatore alpino italiano
- 1984 - Sergio Daniel Ponce, ex calciatore argentino
- 1984 - Jan-Willem Staman, calciatore statunitense
- 1985 - Maksim Bel'kov, ex ciclista su strada russo
- 1985 - Bobô, ex calciatore brasiliano
- 1985 - Brett Camerota, ex combinatista nordico statunitense
- 1985 - Tino Costa, ex calciatore argentino
- 1985 - Santiago Gentiletti, ex calciatore argentino
- 1985 - Atiba Harris, ex calciatore nevisiano
- 1985 - Juan Francisco Torres, dirigente sportivo e ex calciatore spagnolo
- 1985 - Ricardo Mazacotte, ex calciatore argentino
- 1985 - Cédric Si Mohamed, calciatore francese
- 1985 - Tague Thorson, ex sciatore alpino statunitense
- 1986 - Rasheed Alabi, ex calciatore nigeriano
- 1986 - Klemen Bauer, ex biatleta sloveno
- 1986 - Bazar Bazarguruev, lottatore uzbeko
- 1986 - Jonathan Compas, giocatore di football americano statunitense
- 1986 - Craig Davies, ex calciatore gallese
- 1986 - Raphael Diaz, hockeista su ghiaccio svizzero
- 1986 - Uwe Hünemeier, allenatore di calcio e ex calciatore tedesco
- 1986 - Ivanildo Soares Cassamá, ex calciatore guineense
- 1986 - Kleon Penn, cestista portoricano
- 1986 - Nicolas Teisseire, schermidore canadese
- 1986 - Chris Tierney, ex calciatore statunitense
- 1986 - Pon-Karidjatou Traoré, velocista burkinabé
- 1987 - Sam Bird, pilota automobilistico britannico
- 1987 - Nicola Coughlan, attrice irlandese
- 1987 - Bradley Davies, rugbista a 15 britannico
- 1987 - Éder Luiz Lima de Souza, calciatore brasiliano
- 1987 - Beatrice Eli, cantante svedese
- 1987 - Felipe Flores, calciatore cileno
- 1987 - Mao Inoue, attrice giapponese
- 1987 - Marie-Zélia Lafont, canoista francese
- 1987 - Lucas Leiva, ex calciatore brasiliano
- 1987 - Rhulani Mokwena, allenatore di calcio sudafricano
- 1987 - Paolo Nutini, cantautore e musicista britannico
- 1987 - Olena Pidhrušna, biatleta ucraina
- 1987 - Rhys Priestland, rugbista a 15 gallese
- 1987 - Jami Puustinen, ex calciatore finlandese
- 1987 - Michele Rinaldi, calciatore italiano
- 1987 - Pablo Santos, attore messicano († 2006)
- 1987 - Anna Tatangelo, cantante e personaggio televisivo italiana
- 1988 - Marc Crosas, ex calciatore spagnolo
- 1988 - Benjamin Dahl Hagen, calciatore norvegese
- 1988 - Miguel Gerlero, cestista argentino
- 1988 - Viktoryja Hasper, cestista bielorussa
- 1988 - Mladen Jeremić, cestista serbo
- 1988 - Ko Myong-jin, calciatore sudcoreano
- 1988 - Laura Basuki, attrice e modella indonesiana
- 1988 - Viktor Láznička, scacchista ceco
- 1988 - Michael Lumb, calciatore danese
- 1988 - Caitlin McGee, attrice e scenografa statunitense
- 1988 - Carlos Peña, cantante e compositore guatemalteco
- 1988 - Hans Podlipnik-Castillo, ex tennista cileno
- 1988 - Andre Roberts, giocatore di football americano statunitense
- 1988 - Ekaterina Vaganova, ballerina e insegnante russa
- 1989 - Javier Ortiz, giocatore di calcio a 5 colombiano
- 1989 - Michael Beasley, cestista statunitense
- 1989 - Kevin Benavides, pilota motociclistico argentino
- 1989 - Matías Celis, ex calciatore cileno
- 1989 - Nina Dobrev, attrice bulgara
- 1989 - Baiba Eglīte, cestista lettone
- 1989 - Umberto Eusepi, calciatore italiano
- 1989 - Mindaugas Girdžiūnas, cestista lituano
- 1989 - María Guadalupe González, marciatrice messicana
- 1989 - Kathrin Hammes, ex ciclista su strada tedesca
- 1989 - Jeon Na-young, attrice teatrale e cantante sudcoreana
- 1989 - Dinko Jukić, ex nuotatore croato
- 1989 - Zsolt Korcsmár, calciatore ungherese
- 1989 - Michaëlla Krajicek, ex tennista olandese
- 1989 - Daniel Lovinho, ex calciatore brasiliano
- 1989 - Jana Maksimava, multiplista bielorussa
- 1989 - Laura Marzadori, violinista italiana
- 1989 - William Mendieta, calciatore paraguaiano
- 1989 - Rikke Møller Pedersen, ex nuotatrice danese
- 1989 - Nick Phipps, rugbista a 15 australiano
- 1989 - Serhij Politylo, calciatore ucraino
- 1989 - Andrés Ravecca, calciatore uruguaiano
- 1989 - Samardo Samuels, cestista giamaicano
- 1989 - Rachel Sánchez, pallavolista cubana
- 1989 - Yū Tamura, rugbista a 15 giapponese
- 1989 - Tan Yang, calciatore cinese
- 1989 - Ben Turgeman, ex calciatore israeliano
- 1989 - Camilo Vargas, calciatore colombiano
- 1989 - Ivan Vasil'ev, ballerino e coreografo russo
- 1989 - Wellington Oliveira dos Reis, calciatore brasiliano
- 1990 - Mohammed Al-Fuhaid, calciatore saudita
- 1990 - Rolando Blackburn, calciatore panamense
- 1990 - Justin Blackmon, giocatore di football americano statunitense
- 1990 - Gerard Encuentra, allenatore di pallacanestro spagnolo
- 1990 - Marta Fascina, politica italiana
- 1990 - Uinter Guerra, hockeista su ghiaccio svizzero
- 1990 - Lee Jae-dong, videogiocatore sudcoreano
- 1990 - Adriana Maldonado López, politica spagnola
- 1990 - Nam Ji-hyun, cantante e attrice sudcoreana
- 1990 - Vladimir Pičkurov, cestista russo
- 1990 - Rafael Enrique Pérez Almeida, calciatore colombiano
- 1990 - Youcef Reguigui, ciclista su strada algerino
- 1990 - Jorge Romo Salinas, calciatore cileno
- 1990 - Jorge Santana, ex cestista spagnolo
- 1990 - Todor Skrimov, pallavolista bulgaro
- 1990 - Stefano Spizzichini, cestista italiano
- 1990 - Stefana Veljković, ex pallavolista serba
- 1990 - Jakub Wojciechowski, cestista polacco
- 1990 - Cashmere Wright, ex cestista statunitense
- 1991 - Sheila Atim, attrice, cantante e drammaturga ugandese
- 1991 - Hatten Baratli, ex calciatore tunisino
- 1991 - Diego Barboza, calciatore uruguaiano
- 1991 - 3LAU, disc jockey e produttore discografico statunitense
- 1991 - Luka Božič, canoista sloveno
- 1991 - Cuca, calciatore portoghese
- 1991 - Sope Dirisu, attore britannico
- 1991 - Lucky Dozier, giocatore di football americano statunitense
- 1991 - Josh Files, pilota automobilistico britannico
- 1991 - E.J. Gaines, giocatore di football americano statunitense
- 1991 - Flo Gennaro, modella argentina
- 1991 - Stefanie Horn, canoista tedesca
- 1991 - Wesley Johnson, ex giocatore di football americano statunitense
- 1991 - Ferruccio Lamborghini, pilota motociclistico e imprenditore italiano
- 1991 - Thilo Leugers, ex calciatore tedesco
- 1991 - Marcos Mauro, calciatore argentino
- 1991 - Marwin Angeles, calciatore filippino
- 1991 - Chris McCarrell, attore e cantante statunitense
- 1991 - Can Maxim Mutaf, cestista turco
- 1991 - Ken Noel, ex calciatore austriaco
- 1991 - Jamil, rapper italiano
- 1991 - Ruby Soho, wrestler statunitense
- 1991 - Álvaro Soler, cantautore e musicista spagnolo
- 1991 - Xavier Thames, ex cestista statunitense
- 1991 - Amel Tuka, mezzofondista e velocista bosniaco
- 1991 - Vitalij Šachov, calciatore russo
- 1992 - Aaron Best, cestista canadese
- 1992 - Esteban Burgos, calciatore argentino
- 1992 - Jack Campbell, hockeista su ghiaccio statunitense
- 1992 - William Gustavo, ex calciatore brasiliano
- 1992 - Edon Hasani, calciatore albanese
- 1992 - Terrence Jones, cestista statunitense
- 1992 - Aleksandar Kovačević, calciatore serbo
- 1992 - Elias Lasisi, cestista belga
- 1992 - Claudia Marsicano, attrice e regista italiana
- 1992 - Cody Miller, nuotatore statunitense
- 1992 - Swan N'Gapeth, pallavolista francese
- 1992 - Joseph Parker, pugile neozelandese
- 1992 - Kyle Smith, calciatore statunitense
- 1992 - Walter Viitala, ex calciatore finlandese
- 1992 - Andreas Voglsammer, calciatore tedesco
- 1993 - Ashley Argota, attrice statunitense
- 1993 - Nicolai Brock-Madsen, ex calciatore danese
- 1993 - Erick Cabalceta, calciatore costaricano
- 1993 - Joonas Cavén, ex cestista finlandese
- 1993 - Calli Thackery, mezzofondista e maratoneta britannica
- 1993 - Joshua Hook, pilota motociclistico australiano
- 1993 - Anthony van den Hurk, calciatore olandese
- 1993 - Chrīstos Intzidīs, calciatore greco
- 1993 - Katarina Johnson-Thompson, multiplista e lunghista britannica
- 1993 - Whitney Knight, cestista statunitense
- 1993 - Anasztázia Nguyen, lunghista e velocista ungherese
- 1993 - Marcus Peters, giocatore di football americano statunitense
- 1993 - Murilo Schiochet, giocatore di calcio a 5 brasiliano
- 1993 - Matthew Steenvoorden, calciatore olandese
- 1993 - Stepan Tarabalka, militare e aviatore ucraino († 2022)
- 1993 - Wang Qiuming, calciatore cinese
- 1994 - Ademilson, calciatore brasiliano
- 1994 - Ikrom Aliboyev, calciatore uzbeko
- 1994 - Mislav Brzoja, cestista croato
- 1994 - Paweł Cibicki, calciatore svedese
- 1994 - Octavio Colo, calciatore uruguaiano
- 1994 - Ramiro Cáseres, calciatore argentino
- 1994 - Radek Faksa, hockeista su ghiaccio ceco
- 1994 - Hans Hateboer, calciatore olandese
- 1994 - Nik Kapun, calciatore sloveno
- 1994 - Blake Martinez, giocatore di football americano statunitense
- 1994 - Jake Packard, nuotatore australiano
- 1994 - Philipp Posch, calciatore austriaco
- 1994 - Gaëtan Robail, calciatore francese
- 1994 - Stefan Savić, calciatore austriaco
- 1994 - Maximilian Schachmann, ciclista su strada tedesco
- 1994 - Josh Windass, calciatore inglese
- 1994 - Mustapha Yahaya, calciatore ghanese
- 1994 - Lukáš Zima, calciatore ceco
- 1995 - Barış Atik, calciatore tedesco
- 1995 - Božidar Babović, ex cestista serbo
- 1995 - Amin Badr, ex taekwondoka britannico
- 1995 - Ander Cantero, calciatore spagnolo
- 1995 - Jown Cardona, calciatore colombiano
- 1995 - Julién Davenport, giocatore di football americano statunitense
- 1995 - Fidel Escobar, calciatore panamense
- 1995 - Ivan Galić, calciatore croato
- 1995 - Ha Seung-ri, attrice sudcoreana
- 1995 - David Jiménez Herrera, velocista spagnolo
- 1995 - Serhij Kulynyč, calciatore ucraino
- 1995 - Dominik Livaković, calciatore croato
- 1995 - Nicola Peltz, attrice e regista statunitense
- 1995 - Marco Pinato, calciatore italiano
- 1995 - Grischa Prömel, calciatore tedesco
- 1995 - Rafael Ramos, calciatore portoghese
- 1995 - David Taylor, ex cestista tedesco
- 1996 - Suhail Al-Noubi, calciatore emiratino
- 1996 - Cecilia Bertozzi, attrice italiana
- 1996 - Agustín Bolívar, calciatore argentino
- 1996 - Péter Holoda, nuotatore ungherese
- 1996 - Ana Filipa Martins, ginnasta portoghese
- 1996 - Fernand Mayembo, calciatore congolese (Repubblica del Congo)
- 1996 - Marouane Sahraoui, calciatore tunisino
- 1996 - Fabio Viola, pallanuotista italiano
- 1997 - João Bonde, calciatore mozambicano
- 1997 - Issa Diop, calciatore francese
- 1997 - Dennis Eckert, calciatore tedesco
- 1997 - Simone Edera, calciatore italiano
- 1997 - Kevin Geniets, ciclista su strada lussemburghese
- 1997 - Ėl'vira Herman, ostacolista bielorussa
- 1997 - Lara Ivanuša, calciatrice slovena
- 1997 - Jacob Karlstrøm, calciatore norvegese
- 1997 - Karl Patrick Lauk, ciclista su strada estone
- 1997 - Vanja Marinković, cestista serbo
- 1997 - Adrián Marín, calciatore spagnolo
- 1997 - Andrea Meroni, calciatore italiano
- 1997 - James Murray-Boyles, cestista statunitense
- 1997 - Gustaf Norlin, calciatore svedese
- 1997 - Miguel Tapias, calciatore messicano
- 1997 - Rasmus Thellufsen, calciatore danese
- 1997 - João Victor da Vitória Fernandes, calciatore brasiliano
- 1998 - Hakim Abdallah, calciatore francese
- 1998 - Rikuto Arai, lottatore giapponese
- 1998 - Lautaro Berra, cestista argentino
- 1998 - Guilherme Bissoli, calciatore brasiliano
- 1998 - Milena Bykova, snowboarder russa
- 1998 - Marco Carraro, calciatore italiano
- 1998 - Kerris Dorsey, attrice e cantante statunitense
- 1998 - Chris Führich, calciatore tedesco
- 1998 - Ramazan Gadžimuradov, calciatore russo
- 1998 - Nahuel Gallardo, calciatore argentino
- 1998 - Reeco Hackett-Fairchild, calciatore santaluciano
- 1998 - John Heymans, mezzofondista belga
- 1998 - Rodney Kongolo, calciatore olandese
- 1998 - Jérémy Livolant, calciatore francese
- 1998 - Calvin Miller, calciatore scozzese
- 1998 - Jaylon Moore, giocatore di football americano statunitense
- 1998 - Juan José Purata, calciatore messicano
- 1998 - Yusuf Habib, calciatore bahreinita
- 1998 - Jason Tesson, ciclista su strada francese
- 1998 - Samuele Zoccarato, ciclista su strada italiano
- 1999 - Funsho Bamgboye, calciatore nigeriano
- 1999 - Tamara Clark, velocista statunitense
- 1999 - Austin Faoliu, giocatore di football americano statunitense
- 1999 - Gedson Fernandes, calciatore portoghese
- 1999 - Jake Larsson, calciatore svedese
- 1999 - Jiří Letáček, calciatore ceco
- 1999 - Li Zhuhao, nuotatore cinese
- 1999 - Maximiliano Romero, calciatore argentino
- 1999 - Paul Rothrock, calciatore statunitense
- 1999 - Sekou Sylla, calciatore olandese
- 2000 - Teresa Abelleira, calciatrice e ex giocatrice di calcio a 5 spagnola
- 2000 - Timmy Allen, cestista statunitense
- 2000 - Flo Milli, rapper statunitense
- 2000 - Tommaso Cassandro, calciatore italiano
- 2000 - Samuele Ceccarelli, velocista italiano
- 2000 - Hima Das, velocista indiana
- 2000 - Toosii, cantante e rapper statunitense
- 2000 - Jayden Martinez, cestista statunitense
- 2000 - Olivia McTaggart, astista neozelandese
- 2000 - Gonzalo Muscia, calciatore argentino
- 2000 - Aiham Ousou, calciatore svedese
- 2000 - Kamal Sowah, calciatore ghanese
- 2000 - Luka Šamanić, cestista croato

## XXI secolo(43)
- 2001 - Kristoffer Askildsen, calciatore norvegese
- 2001 - Tyler Burey, calciatore inglese
- 2001 - Diego Collado, calciatore spagnolo
- 2001 - Zia Cooke, cestista statunitense
- 2001 - Maria Farrugia, calciatrice maltese
- 2001 - Eric García, calciatore spagnolo
- 2001 - Rodrygo Goes, calciatore brasiliano
- 2001 - Jackson LaCombe, hockeista su ghiaccio statunitense
- 2001 - Noelle Malkamaki, atleta paralimpica statunitense
- 2001 - Antonio Marin, calciatore croato
- 2001 - Anis Mehmeti, calciatore inglese
- 2001 - Zeke Nnaji, cestista statunitense
- 2001 - Victoria Palla, sciatrice alpina britannica
- 2001 - Will Reichard, giocatore di football americano statunitense
- 2001 - Christian Witzig, calciatore svizzero
- 2001 - Joran Wyseure, ciclocrossista e ciclista su strada belga
- 2001 - Igor' Školik, calciatore russo
- 2002 - Térence Atmane, tennista francese
- 2002 - Piero Hincapié, calciatore ecuadoriano
- 2002 - Black Sherif, cantante, rapper e modello ghanese
- 2002 - Asia Lanzi, skater italiana
- 2002 - Mona Mitterwallner, ciclista su strada e mountain biker austriaca
- 2002 - Franco Orozco, calciatore argentino
- 2002 - Silvia Praticò, giocatrice di calcio a 5 italiana
- 2002 - Svit Sešlar, calciatore sloveno
- 2002 - Upton Stout, giocatore di football americano statunitense
- 2002 - Guillermo Wagner, calciatore uruguaiano
- 2003 - Alice Giai, calciatrice italiana
- 2003 - Caleb Houstan, cestista canadese
- 2003 - Thomas Kastanaras, calciatore tedesco
- 2003 - Dániel Mészáros, nuotatore ungherese
- 2003 - Ricardo Pepi, calciatore statunitense
- 2003 - Sangiovanni, cantautore italiano
- 2004 - Benicio Baker-Boaitey, calciatore inglese
- 2004 - Daniil Chudjakov, calciatore russo
- 2004 - Juan Cruz Giacone, calciatore argentino
- 2004 - Stefan Leković, calciatore serbo
- 2004 - Freddy Noguera, calciatore paraguaiano
- 2004 - Tomás Porra, calciatore argentino
- 2004 - Lucija Ćirić Bagarić, tennista croata
- 2005 - Vadim Rakov, calciatore russo
- 2006 - Mathis Lambourde, calciatore francese
- 2006 - Sarah Toscano, cantautrice italiana